# リュウキュウキビタキ
リュウキュウキビタキ（琉球黄鶲、学名：Ficedula owstoni）は、スズメ目ヒタキ科ノビタキ亜科に分類される鳥類の一種で、南西諸島の固有種。最近までキビタキの亜種とされていた。

## 分布
大隅諸島から八重山諸島までに分布。屋久島、種子島では夏鳥として、奄美群島、琉球諸島では留鳥として繁殖している。四国（高知）、九州（福岡、長崎）から迷鳥としての記録がある。

## 形態
雌雄とも羽色はキビタキと極似するが、オス成鳥の上面の黒色はオリーブ色を帯び、喉は黄色、3列風切外弁の羽縁が白い。
成鳥の羽色になるのはキビタキより1年以上遅く、幼羽から成鳥羽になるのに3年以上かかる。

## 分類
これまでキビタキF. narcissinaの亜種F. n. owstoniとされていたが、中国の亜種キムネビタキF. n. elisaeとともに、それぞれ独立種とされた。
なお1950年代以前には、リュウキュウキビタキをもっと細かく分けて、北琉球のものをヤクシマキビタキ（F. n. jakuschima）、中琉球のものをアマミキビタキ（F. n. shonis）、南琉球のものをリュウキュウキビタキ（F. n. owstoni）とする見解もあった。

## 生態
奄美大島では林齢の高い森に好んで棲み、昆虫類、節足動物等を捕食する。時々空中捕食や地上採食もする。
オスの囀りはキビタキと同じように美しい音色だが、旋律は単調でほぼ一定している。4月から6月にかけて、日中から夕方にかけてよくさえずる。